# Chó Chien-gris
Chó Chien-gris, còn được gọi với cái tên khác là Chó Gris de Saint-Louis hoặc Grey St. Louis Hound là một giống chó đã bị tuyệt chủng, có nguồn gốc từ thời Trung cổ. Giống như Chó Chien de Saint-Hubert, nó là một phần nhỏ và là một phần của các đàn chó hoàng gia của Pháp, được tạo ra trong khoảng từ năm 1250 đến năm 1470, là giống chó săn duy nhất thuộc loại này. Theo Vua Charles IX, (1550–1574), giống chó được cho là đã được giới thiệu tới Pháp qua Thánh Louis (tức là Vua Louis IX, 1226–1270), những người đã gặp phải những con chó săn này trong khi trở thành một tù nhân trong cuộc Thập tự chinh và sau đó đã nhận được một số con chó, đóng vai trò như một món quà. Các nhà văn cũ về săn bắn thích viết một nguồn gốc từ xa và cổ xưa cho những con chó săn của họ và chúng được tuyên bố là có nguồn gốc từ Tartary. Chúng có kích thước lớn và mặc dù chúng không có một khứu giác tốt, giống chó này vẫn được các vị vua ưa thích đến St Huberts, và được cho là chỉ có kích thước trung bình.
Nhà thơ Jaques du Fouilloux, sống ở thế kỷ 16, nói rằng giống chó này phổ biến và mô tả chúng có bộ lông "gris" (màu xám) ở trên lưng với chân có màu vàng-nâu hoặc đỏ, một số có một phần lông gần lưng có màu đen. Chúng có bộ lông xù xì và là tổ tiên của các giống chó Griffon lông xù xì ở Pháp hiện đại.